# Єнджеєво (гміна Чарнкув)
Єнджеєво (пол. Jędrzejewo, нім. Putzig) — село в Польщі, у гміні Чарнкув Чарнковсько-Тшцянецького повіту Великопольського воєводства.
Населення — 925 осіб (2011).
У 1975-1998 роках село належало до Пільського воєводства.

## Демографія
Демографічна структура станом на 31 березня 2011 року:
|          | Загалом | Допрацездатний вік | Працездатний вік | Постпрацездатний вік |
| -------- | ------- | ------------------ | ---------------- | -------------------- |
| Чоловіки | 450     | 95                 | 319              | 36                   |
| Жінки    | 475     | 109                | 278              | 88                   |
| Разом    | 925     | 204                | 597              | 124                  |